# Petrović (Štimlje)
Pour les articles homonymes, voir Petrović.
Petroviq en albanais et Petrović en serbe latin (en serbe cyrillique : Петровић) est une localité du Kosovo située dans la commune/municipalité de Shtime/Štimlje, district de Ferizaj/Uroševac (Kosovo) ou district de Kosovo (Serbie). Selon le recensement kosovar de 2011, elle compte 1 566 habitants.

## Démographie

### Évolution historique de la population dans la localité
| 1948 | 1953 | 1961 | 1971 | 1981 | 1991 | 2011  |
| ---- | ---- | ---- | ---- | ---- | ---- | ----- |
| 51   | 59   | 85   | 136  | 267  | 358  | 1 566 |

|  |

### Répartition de la population par nationalités (2011)
En 2011, les Albanais représentaient 99,68 % de la population.